# Villa Arabesque
Villa Arabesque is een villa in de Mexicaanse stad Acapulco (Guerrero). De villa werd in de periode 1978 - 1983 gebouwd in opdracht van Enrico di Portanova naar een ontwerp van Aurelio Munoz Castillo. Het resultaat is een sprookjesachtig bouwwerk dat nog het meest doet denken aan de vertellingen van Duizend-en-één-nacht in een modern jasje, gecombineerd met onderwater-taferelen zoals schelpen en vissen.
In de loop van de tijd kwamen de nodige bekendheden logeren waaronder Roger Moore, Sylvester Stallone, Plácido Domingo en Henry Kissinger. Villa Arabesque werd als filmlocatie gebruikt in de James Bondfilm Licence to Kill, voor de Amerikaanse versie van de realityserie Paradise Hotel en in de Mexicaanse soapserie Amigas y rivales.
De villa beslaat 6.000 m², heeft 28 kamers waaronder de master bedroom die bijna een volledige verdieping beslaat. In het bijgebouw bevinden zich negen gastenverblijven met elk een eigen thema. Onder in het pand bevindt zich de Poséidon discothèque die plaats biedt aan 200 gasten en de Poséidon Grill waar 60 mensen kunnen eten. De Camel Walk is het dakterras dat over het hele pand loopt. Ook is er een toren voor de bewaking. Verder zijn er drie zwembaden en een tennisbaan. De villa kijkt uit op een rotstuin met een privéstrand.